# Европска радиодифузна унија
Европска радиодифузна унија (ЕРУ; енгл. European Broadcasting Union, EBU, фр. L'Union Européenne de Radio-Télévision, UER) је савез јавних медијских сервиса држава које се налазе првенствено у Европи. Основана је 12. фебруара 1950. године. Њено седиште се налази у Женеви.

## Историја
Основале су је 23 радиодифузне агенције са простора Европе и Медитерана на конференцији у граду Торки у енглеском Девону. Године 1993. Међународна радио-телевизијска агенција, еквивалент радиодифузних кућа из Централне и источне Европе се сјединила са Европском радиодифузном агенцијом.
Године 2022. EBU/UER је имала пуноправне чланове из 54 државе и придружене чланове из још 30 држава. Чланице су радио и телевизијске компаније од којих су већина радиодифузне организације у државном власништву или у приватном власништву са јавном концесијом. Пуноправне чланице обухватају територију од Алжира до Ватикана укључујући тако скоро све европске државе. Придружене чланице нису ограничене само на Европу и Медитеран и међу њима су радиодифузне компаније из Канаде, Јапана, Мексика, Индије, Хонгконга и много других држава. Придружене чланице из САД обухватају неке од највећих радио-телевизијских компанија као што су ABC, CBS, NBC, Тајм Ворнер и сл.
Пуноправне чланице су оне државе чија територија припада Европском радиодифузном простору или су чланице Савета Европе.
Најпознатија активност Европске радиодифузне агенције је организовање Песме Евровизије. Право учешћа на овом такмичењу имају земље које су пуноправне чланице ове организације. Агенција организује такмичења Младих плесача Евровизије, Дечју песму Евровизије и још нека слична такмичења. Чланице често сарађују на изради документарних и анимираних филмова за децу. Први резултат ове сарадње био је The Animals of Farthing Wood снимљен 1993. године.

## Чланице

### Европске чланице
- Албанија:
- Андора:
- Аустрија: ORF (Österreichischer Rundfunk)
- Белорусија: BTRC (Belaruskaja Tele-Radio Campanija) (суспендована чланица)
- Белгија:
- Босна и Херцеговина:
- Бугарска:
- Ватикан:
- Грузија:
- Грчка:
- Данска:
- Естонија:
- Ирска:
- Исланд:
- Италија:
- Кипар:
- Летонија:
- Литванија:
- Луксембург:
- Мађарска:
- Северна Македонија:
- Малта:
- Молдавија:
- Монако:
- Немачка:
- Норвешка:
- Пољска:
- Португал:
- Румунија:
- Русија: -{C1R (Channel One Russia), RDO (Radio Dom Ostankino), RTR (RossijskoeTeleradio)}  (суспендована чланица)
- Сан Марино:
- Словачка:
- Словенија:
- Србија: RTS (Радио-телевизија Србије)
- Турска:
- Уједињено Краљевство: BBC (British Broadcasting Corporation), S4C (Sianel 4 Cymru), STV (UK STV-Scotland Television), ITV (United Kingdom Independent Broadcasting)
- Украјина:
- Финска:
- Француска: GRF (Groupement des radiodiffuseurs français, коју чине  и ), и
- Холандија: NOS (Nederlandse Omroep Stichting), NPO (Nederlandse Publieke Omroep), BVN (Vlaanderen-Nederland TV), , , , ,
- Хрватска:
- Црна Гора:
- Чешка Република:
- Шпанија:
- Шведска:
- Швајцарска:

### Чланице које нису на територији Европе
- Азербејџан:
- Алжир:  и
- Египат:
- Израел:
- Јерменија:
- Јордан:
- Либан:
- Либија:
- Мароко:
- Тунис:

## Контроверзе

### Грчка државна телевизија (2013)
Грчка влада је 11. јуна 2013. у кратком року затворила државну радиодифузну кућу Хеленска радиодифузна корпорација (ERT), наводећи као разлог забринутост државне потрошње у вези са Европском дужничком кризом. Као одговор, EBU је истог дана поставила импровизовани студио у близини бивших канцеларија ERT-а у Атини како би наставио да пружа члановима EBU-а услуге прикупљања вести и преноса емитовања које је раније пружао ERT. EBU је објавила саопштење у којем изражава своје „дубоко узнемирење“ због затварања, позивајући грчког премијера „да искористи сва своја овлашћења да одмах поништи ову одлуку“ и понудила „савет, помоћ и стручност неопходне за очување ERT-а“. Почевши од 4. маја 2014, нови државни емитер Нови хеленски радио, интернет и телевизија (NERIT) започео је преносе широм земље, преузимајући упражњено место активног чланства ЕРТ-а у EBU. Дана 11. јуна 2015, две године након затварања ERT-а, NERIT је преименован у Хеленска радиодифузна корпорација (ERT), која је поново отворена са свеобухватним програмом на свим радио станицама (са деветнаест регионалних, две светске и пет панхеленских опсега радио станице) и три ТВ канала ERT1, ERT2 and ERT3.

### Белоруски државни емитер (2021)
Белоруска телевизијска и радио компанија (BTRC) оптужена је за репресију над својим запосленима, отпустивши више од 100 људи од таласа антилукашенковских протеста 2020. године након наводне изборне преваре. Многи од њих су такође били у затвору. Против учешћа Белорусије и BTRC-а на иначе неполитичном такмичењу за Песму Евровизије 2021. дигли су се многи гласови, уз аргумент да би EBU дао политичку изјаву ако би подржао Белорусију суштински и прећутно говорећи да је демократија неважна, као и основна људска права као што је слобода говора.
Дана 28. маја 2021, EBU је суспендовао чланство у BTRC-у, јер су били „посебно узнемирени емитовањем интервјуа који су очигледно добијени под принудом“. BTRC је добио две недеље да одговори пре него што је суспензија ступила на снагу, али то није учињено јавно. Емитер је потпуно искључен из EBU 1. јула 2021. на период од три године.